# Den røde Lanterne
Den røde Lanterne er en amerikansk stumfilm fra 1919 af Albert Capellani.

## Medvirkende
- Alla Nazimova som Mahlee Sackville / Blanche Sackville
- Margaret McWade som Madame Ling
- Virginia Ross som Huang-Ma
- Frank Currier som Philip Sackville
- Winter Hall som pastor Alex Templeton